# Pseudosedum campanuliflorum
Pseudosedum campanuliflorum är en fetbladsväxtart som beskrevs av Antonina Georgievna Borissova. Pseudosedum campanuliflorum ingår i släktet Pseudosedum och familjen fetbladsväxter. Inga underarter finns listade i Catalogue of Life.